# Iain Ballamy

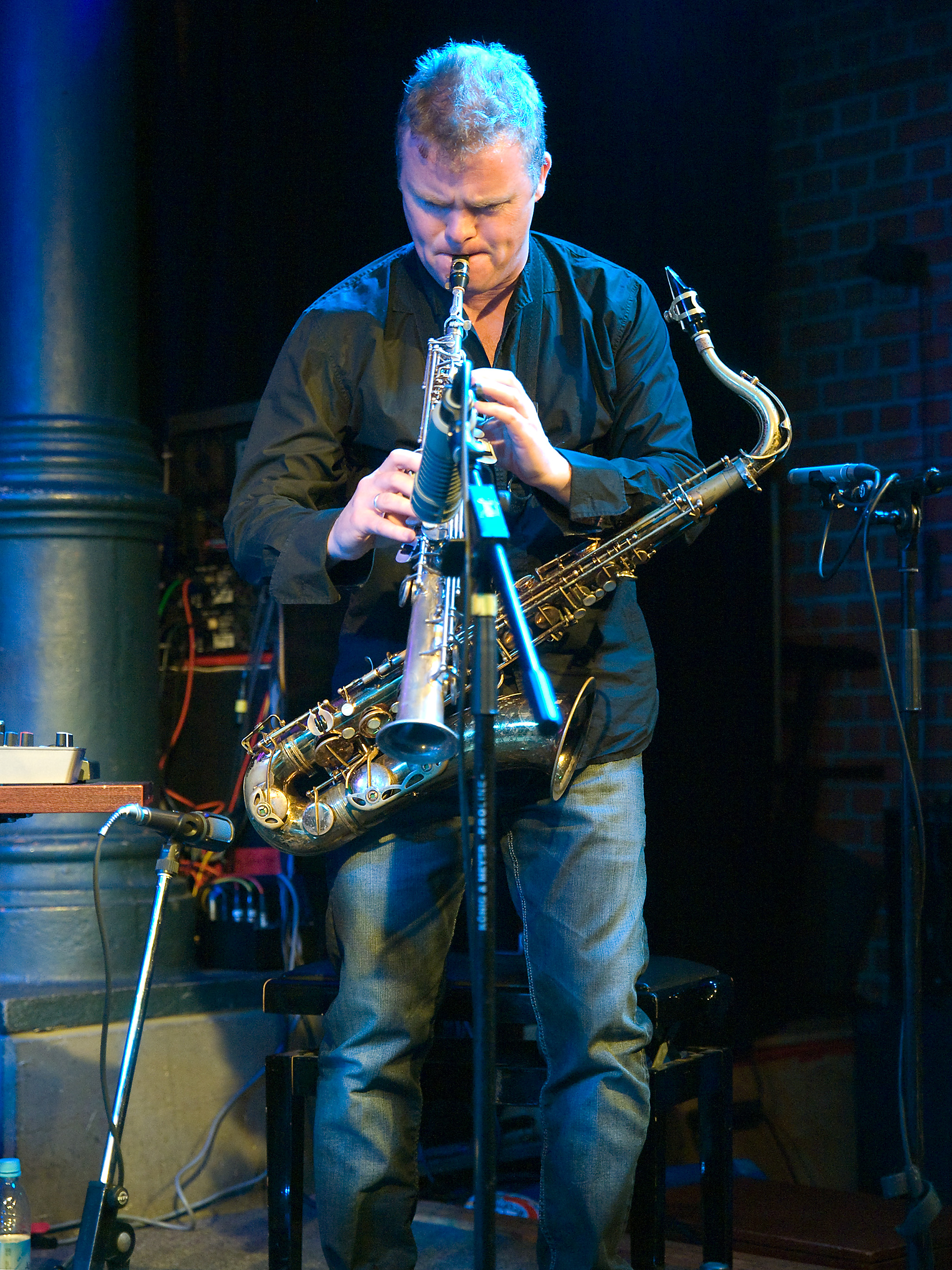
Iain Ballamy im Jazzclub Unterfahrt (München 2010)

Iain Mark Ballamy (* 20. Februar 1964 in Guildford) ist ein britischer Jazzsaxophonist (Alt-, Sopran- und Tenorsaxophon, Komposition).

## Leben und Wirken
Ballamy, dessen Vater Pianist ist, lernte zunächst Klavier und mit 14 Jahren autodidaktisch Altsaxophon. Er gründete 1983 das Quartett Iains (mit dem er bei Ronnie Scott’s auftrat), spielte aber zugleich auch in einer Großformation um Graham Collier, aus der 1984 die Loose Tubes entstanden, für die er dann ebenso wie Co-Leiter Django Bates mit humorvollen Zitaten durchsetzte Werke komponierte. Er spielte weiterhin in Bill Brufords Fusiongruppe Earth Works. Anschließend hatte er eigene Gruppen (zunächst mit Dave Barlow, Mario Castronari, Steve Argüelles). Er arbeitete mit Billy Jenkins, John Taylor, Stan Sulzmann, John Stevens, Gil Evans, George Coleman, Linda Sharrock, Mike Gibbs, Django Bates, Ray Russell, Hermeto Pascoal, Cedar Walton, Michiel Braam oder McCoy Tyner. 1995 formierte er mit dem Pianisten Richard Fairhurst „The Hungry Ants“.
1999 gründete Ballamy das eigene Label Feral Records, für das eigene Alben wie „Pepper Street Interludes“ (mit Norma Winstone, 1999) oder „Organic And GM Food“ entstanden. Mit dem norwegischen Akkordeonisten Stian Carstensen trat er 2004 auf dem JazzFest Berlin auf. Er schrieb auch Theater-, Ballett- und Filmmusiken (MirrorMask).
Nach Martin Kunzler ist Ballamy der „neben Courtney Pine wichtigste britische Saxophonist der jüngeren Generation“. Er lehrte an den Konservatorien von Birmingham und Kopenhagen sowie an der Royal Academy of Music und dem  Trinity College of Music in London.

## Preise und Auszeichnungen
Bereits 1985 wurde Ballamy mit dem John Dankworth Cup als bester Solist ausgezeichnet. 2001 erhielt er den Jazz Innovation Award der BBC. Das Album Quercus, gemeinsam mit June Tabor und Huw Warren, erhielt den Preis der deutschen Schallplattenkritik 2013.

## Zitat
„Improvisieren ist keine Frage von Sicherheit. Man kann zwar sicher improvisieren, wenn man das will, die Erfüllung kommt aber von der riskanten Improvisation.“

## Diskographische Hinweise
- Iain Ballamy, Ian Shaw, Jamie Safir: What’s New? (Silent Wish Records, 2020)

## Lexigraphische Artikel
- Ian Carr, Digby Fairweather, Brian Priestley: Rough Guide Jazz. Der ultimative Führer zur Jazzmusik. 1700 Künstler und Bands von den Anfängen bis heute. Metzler, Stuttgart/Weimar 1999, ISBN 3-476-01584-X.
- Martin Kunzler: Jazz-Lexikon. Band 1: A–L (= rororo-Sachbuch. Bd. 16512). 2. Auflage. Rowohlt, Reinbek bei Hamburg 2004, ISBN 3-499-16512-0.